# 玛丽娜·沙伊诺娃
玛丽娜·沙伊诺娃（Marina Shainova，1986年3月14日—）生于克拉斯诺达尔边疆区，是一名俄罗斯女子举重运动员。2013年，她因为在一次药检中被查出康力龙呈阳性而被国际举重联合会禁赛两年。